# Хейлкема, Герард
Герардюс Антониюс Фредерикес (Герард) Хейлкема (нидерл. Gerardus Antonius Frederikes (Gerard) Hijlkema, 14 февраля 1946, Гронинген, Нидерланды — 26 марта 2002, Акапулько, Мексика) — нидерландский хоккеист (хоккей на траве) и футболист, нападающий.

## Биография
Герард Хейлкема родился 14 февраля 1946 года в нидерландском городе Гронинген.
Играл в хоккей на траве за «Гронинген».
В 1968 году вошёл в состав сборной Нидерландов по хоккею на траве на Олимпийских играх в Мехико, занявшей 5-е место. Играл на позиции нападающего, провёл 4 матча, забил 1 мяч в ворота сборной Франции.
В 1970 году начал футбольную карьеру, действовал также на позиции нападающего. В первом сезоне выступал за молодёжную команду «Гронингена». В 1971—1972 годах играл за главную команду клуба в чемпионате Нидерландов.
В 1973 году перебрался в Мексику, где в течение двух лет выступал за «Атланте» из Канкуна.
Оставшуюся часть карьеры провёл в США. В 1975 году играл в Североамериканской футбольной лиге за «Сан-Антонио Тандер», но провёл только 3 матча. В дальнейшем выступал в Американской футбольной лиге за «Оукленд Бакканирс» (1976), «Сакраменто Голд» (1977—1978) и «Голден Гейт Гейлс» из Хейварда (1980).
После окончания игровой карьеры жил в районе залива Сан-Франциско, работал тренером американских и мексиканских любительских и школьных команд. В сезоне-1984/1985 тренировал команду Калифорнийского государственного университета. Впоследствии перебрался в Мексику.
Умер 26 марта 2002 года в мексиканском городе Акапулько.